# 2024년 하계 올림픽 우루과이 선수단
2024년 하계 올림픽 우루과이 선수단은 2024년 7월 26일부터 8월 11일까지 프랑스 파리에서 열린 2024년 하계 올림픽에 참가한 올림픽 우루과이 선수단이다.
우루과이 선수들은 1920년 공식 데뷔 이후 모든 하계 올림픽에 출전했다. 단, 미국 주도의 보이콧의 일부로 열린 1980년 모스크바 올림픽은 예외이다.

## 출전 선수
| 종목   | 남자 | 여자 | 전체 |
| ------ | ---- | ---- | ---- |
| 럭비   | 12   | 0    | 12   |
| 사이클 | 1    | 0    | 1    |
| 수영   | 1    | 1    | 2    |
| 요트   | 2    | 1    | 3    |
| 유도   | 1    | 0    | 1    |
| 육상   | 2    | 1    | 3    |
| 조정   | 1    | 0    | 1    |
| 카누   | 1    | 0    | 1    |
| 태권도 | 0    | 1    | 1    |
| 전체   | 21   | 4    | 25   |

## 메달 집계
| 종목 | 1 | 2 | 3 | 합계 |
| 종목 | ' | ' | ' | '    |
| 종목 | ' | ' | ' | '    |
| 종목 | ' | ' | ' | '    |
| 합계 | ' | ' | ' | '    |

## 같이 보기
- 2024년 하계 올림픽